# Fejfa helyett
A Fejfa helyett a Moby Dick együttes ötödik lemeze. Az album az EMI-Quint kiadó gondozásában jelent meg 1994-ben. Ezen a lemezen szerepelt először Hoffer Péter dobos, aki dalszerzőként is bemutatkozott. A Fejfa helyett a 12. helyig jutott a Mahasz Top 40-es lemezeladási listáján. Az album CD-változatán bónuszként szerepel a Babilon című dal egy alternatív változata.

## Az album dalai
Az összes dalszöveg szerzője Pusztai Zoltán. 
| #   | Cím                       | Zene           | Hossz |
| --- | ------------------------- | -------------- | ----- |
| 1.  | Fejfa helyett             | Hoffer Péter   | 5:08  |
| 2.  | Romlott rendszer          | Mentes Norbert | 4:01  |
| 3.  | Babilon                   | Schmiedl Tamás | 3:22  |
| 4.  | Másféle tűz               | Hoffer         | 3:17  |
| 5.  | Utolsó kenet              | Mentes         | 3:23  |
| 6.  | Rossz helyen              | Mentes         | 2:55  |
| 7.  | Illúziók nélkül           | Schmiedl       | 2:35  |
| 8.  | Fordítva sül el a fegyver | Mentes         | 4:02  |
| 9.  | Önkéntes áldozat          | Hoffer         | 4:37  |
| 10. | Így tűnsz el              | Hoffer         | 3:52  |

## Közreműködők
- Schmiedl Tamás – gitár, ének
- Mentes Norbert – gitár, szólógitár
- Gőbl Gábor – basszusgitár
- Hoffer Péter – dobok

Vendégek
- Csepregi Gyula - furulya,
- Kulcsár "Dyzma" Szabolcs - próza